# Beëlzebub

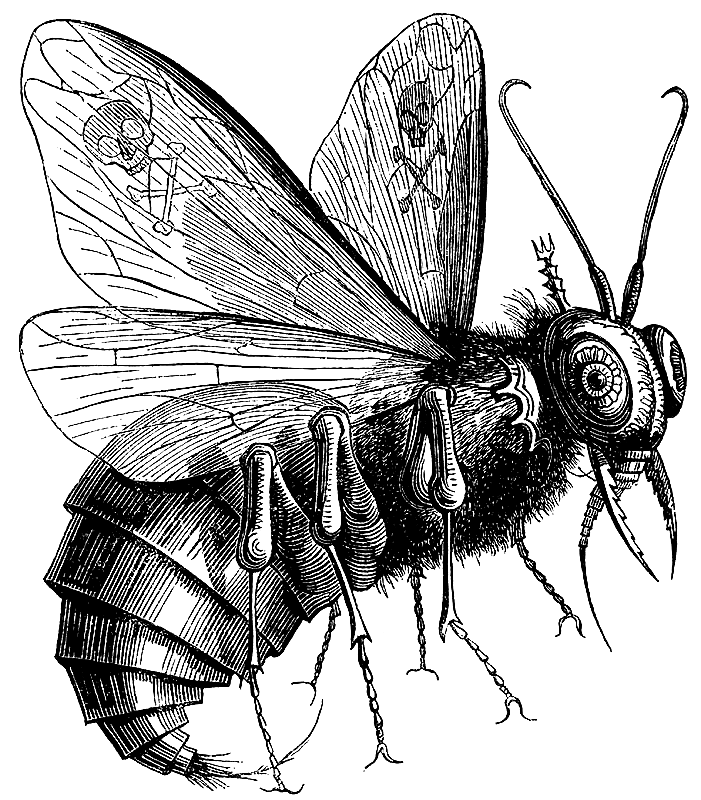
Beëlzebub

Beëlzebub (Hebreeuws volksetymologisch afgeleid van בַּעַל זְבוּב, Ba'al Zebub, letterlijk "heer van de vliegen") is een Bijbelse spotnaam voor Beëlzebul (afgeleid van Baäl-Zebul) dat "heer van het huis" betekent.

## Hebreeuwse Bijbel
In de Hebreeuwse Bijbel komt de naam Baäl-Zebub voor als de afgod van Ekron, een Filistijnse stad (2 Koningen 1:3). De Septuagint gaf de naam weer als βααλζεβούβ, Baalzebub en βααλ μυιαν, Baal muian, "Baäl van vliegen".
Als het gaat om de god van Ekron, wordt soms aangenomen dat zebub het originele affix bij Baäl was en een vervanging van een oorspronkelijk zbl, dat sinds de ontdekkingen in Ugarit wordt verbonden aan de titel "prins", die in mythologische teksten vaak voor Baäl wordt gebruikt. Baäl-Zebub was in het Hebreeuws een woordspeling op Baäl-Zebul, want zebul betekende "van het huis" en met Baäl-Zebub werd neerbuigend geprobeerd de vijanden van de Israëlieten te beledigen. Daarnaast werd lange tijd gedacht dat er een relatie was tussen de Filistijnse god en cultussen rondom vliegen - met een verwijzing naar de zienswijze dat ze een plaag zijn, die zich tegoed doen aan uitwerpselen - die in de Hellenistische wereld voorkwamen, zoals Zeus Apomyios of Myiagros. Deze laatste verbinding wordt bevestigd door Ugaritische teksten waarin werd onderzocht hoe Baäl hielp bij het verdrijven van vliegen die iemand ziek maakten. Volgens Francesco Saracino zijn deze aanwijzingen niet doorslaggevend als bewijs, maar het feit dat in relatie tot Baäl-Zebub twee overeenkomende termen worden verbonden door een functie ndy die typisch is voor sommige godheden die in de Mediterrane wereld werden vereerd, is een krachtig argument voor de authenticiteit van de naam van de god van Ekron en zijn mogelijk therapeutische activiteiten, waarnaar impliciet wordt verwezen in 2 Koningen 1:1-3.

## Nieuwe Testament
In het Nieuwe Testament wordt Beëlzebub/Beëlzebul de "vorst van de demonen" genoemd, een andere benaming voor de duivel of satan. In de evangeliën werd Jezus zo genoemd door zijn vijanden (Matteüs 10:25). Toen Jezus in conflict raakte met de farizeeën, veronderstelden zij dat Jezus alleen demonen kon uitdrijven door Beëlzebub, "de vorst der demonen" (Matteüs 12:24; Marcus 3:22; Lucas 11:15).

## Verwijzingen in de populaire cultuur
- De titel van het boek van William Golding, de Heer der vliegen, is een rechtstreekse vertaling van Beëlzebub. Het karakter in het boek met de naam 'Lord of the Flies' draagt is een allegorie van de duivel.
- In de tekst van het nummer Bohemian Rhapsody van Queen: “Beelzebub has a devil put aside for me, for me, for me”.
- George Gurdjieff schreef een boek getiteld Beëlzebubs Verhalen aan zijn Kleinzoon. In dit boek geeft Beëlzebub onpartijdige kritiek op het leven der mensen gezien vanuit zijn oord van verbanning, het zonnestelsel inclusief de aarde.
- Op haar debuutalbum The Kick Inside, zingt Kate Bush in het intro van het nummer Kite: “Beelzebub is aching in my belly-o”.